# Lupinus chrysanthus
Lupinus chrysanthus är en ärtväxtart som beskrevs av Oskar Eberhard Ulbrich. Lupinus chrysanthus ingår i släktet lupiner, och familjen ärtväxter. Inga underarter finns listade i Catalogue of Life.